# Birnbaum (Klimt)
Birnbaum ist ein Gemälde von Gustav Klimt aus der goldenen Periode. Er stellte es 1903 während seines Aufenthalts in Litzlberg am Attersee fertig. Klimt hat es 1918 überarbeitet. Das Gemälde wird heute im Busch-Reisinger Museum, Harvard Art Museums, Vereinigte Staaten ausgestellt (Erwerb durch Schenkung an das Fogg Museum 1966).

## Beschreibung
Ein Birnbaum in voller Blüte dominiert diese frühe Landschaft von Klimt, dem führenden Vertreter der modernen Malerei in Wien um die Jahrhundertwende, als die Künstler und Designer der Stadt die konservativen Haltungen der Akademie ablehnten und sich bemühten, eine neue, von historischen Einflüssen freie Kunst zu schaffen. Während für Landschaften traditionell ein Querformat verwendet wird, wählte Klimt eine quadratische Leinwand – eine reine geometrische Form, die auch das vorherrschende dekorative Motiv der Wiener Secession war. In den blühenden Zweigen deutet jeder Farbtupfer auf ein einzelnes Blatt, eine Blüte oder ein Stück Frucht hin. Das flache, flimmernde Farbfeld erinnert sowohl an die postimpressionistische Malerei als auch an byzantinische Mosaike. Die linke Seite des Werks weist einen deutlich dichteren Farbauftrag auf als die Mitte oder die rechte Seite. Klimt ergänzte das Gemälde weiter und füllte die kahlen Stellen aus, auch nachdem er es 1903 Emilie Flöge, seiner Muse und Geliebten, geschenkt hatte.

## Provenienz
Geschenk des Künstlers an Emilie Flöge, Wien, Österreich. [Neue Galerie, Wien, Österreich (bis 1933); Galerie St. Etienne, Paris, Frankreich (bis 1939); Galerie St. Etienne, New York (bis 1950)]; Otto Kallir, Geschenk; an Fogg Museum (1956–1966) 
Otto Kallir besaß die Neue Galerie, Wien, und die Galerie St. Etienne, Paris und New York.